# Arman İnci
Arman İnci (* 4. Februar 1991 in Berlin) ist ein deutscher Schauspieler, der als Neunjähriger bei den Filmfestspielen in Cannes ausgezeichnet wurde.
Armans Mutter ist Moderatorin bei dem ersten deutsch-türkischen Sender in Deutschland TD1, Großvater Kemal ein bekannter Regisseur in der Türkei. Arman erschien im Alter von sechs Jahren zum ersten Mal in einer kleinen Rolle im Fernsehen. Seine Darstellung des Kendal in dem deutschen Film Eine Hand voll Gras (2000) erhielt im Ausland große Aufmerksamkeit: Bei den Filmfestspielen in Cannes wurde Arman die Cannes Junior-Auszeichnung als bester Darsteller verliehen.

## Weblink
- Arman Inci bei IMDb

| Personendaten    | Personendaten          |
| ---------------- | ---------------------- |
| NAME             | İnci, Arman            |
| KURZBESCHREIBUNG | deutscher Schauspieler |
| GEBURTSDATUM     | 4. Februar 1991        |
| GEBURTSORT       | Berlin, Deutschland    |